# Saturday Night Fever
| Оценки критиков               | Оценки критиков |
| Источник                      | Оценка          |
| ----------------------------- | --------------- |
| AllMusic                      | [ 1 ]           |
| Christgau's Record Guide      | B+              |
| Encyclopedia of Popular Music | [ 3 ]           |
| The Great Rock Discography    | 8/10            |
| Pitchfork                     | 8.7/10          |
| The Rolling Stone Album Guide | [ 6 ]           |

Saturday Night Fever (The Original Movie Sound Track) — альбом-саундтрек к одноимённому фильму «Лихорадка субботнего вечера», с Джоном Траволтой в главной роли. Записан разными артистами, такими как Bee Gees, Ивонн Эллиман и др. в 1977.

## Об альбоме
Пластинка вышла в ноябре 1977 года и возглавила как британский, так и американский альбомные чарты.
Альбом был также удостоен премии «Грэмми» на церемонии, прошедшей 15 февраля 1979 .
В США альбом был сертифицирован как платиновый целых пятнадцать раз, и продано пятнадцать миллионов копий.

## Список композиций
Сторона A:
1. «Stayin' Alive» (Bee Gees) — 4:45
2. «How Deep Is Your Love» (Bee Gees) — 4:05
3. «Night Fever» (Bee Gees) — 3:33
4. «More Than a Woman» (Bee Gees) — 3:17
5. «If I Can't Have You» (Ивонн Эллиман) — 2:57

Сторона B:
1. «A Fifth of Beethoven» (Уолтер Мёрфи) — 3:03
2. «More Than a Woman» (Tavares) — 3:17
3. «Manhattan Skyline» (David Shire) — 4:44
4. «Calypso Breakdown» (Ральф Макдональд) — 7:50

Сторона C:
1. «Night on Disco Mountain» (David Shire) — 5:12
2. «Open Sesame» (Kool & the Gang) — 4:01
3. «Jive Talkin'» (Bee Gees) — 3:43
4. «You Should Be Dancing» (Bee Gees) — 4:14
5. «Boogie Shoes» (KC and the Sunshine Band) — 2:17

Сторона D:
1. «Salsation» (David Shire) — 3:50
2. «K-Jee» (MFSB) — 4:13
3. «Disco Inferno» (The Trammps) — 10:51

Песня «Jive Talkin'» в фильме не звучит

## Песни, которые были записаны для фильма, но не использовались в нём
- «Emotion» — исполнитель Samantha Sang
- «If I Can’t Have You» — исполнители Bee Gees
- «(Our Love) Don’t Throw It All Away» — исполнители Bee Gees
- «Warm Ride» — исполнители — Bee Gees

## Участники записи
| - Mike Baird — ударные (Трек C 1) - Michael Boddicker — синтезатор (Треки B 3, C 1) - Bob Bowles — гитара (Треки A 5, B 2) - Dennis Bryon — ударные (Треки A 1 к 4, Сторона C 3 & 4) - Dennis Budimir — гитара (Трек C 1) - Sonny Burke — пианино (Треки A 5, B 2 & 3) - Sonny Burke — электронные клавиши (Трек D 1) - Eddie Cano — акустичеcкое пианино (Трек D 1) - Carmine d’Amico — гитара, электрическая гитара (Трек B 1) - Paulinho DaCosta — перкуссия (Треки A 5, B 2) - Scott Edwards — бас (Треки A 5, Сторона C 1, D 1) - Steve Forman — перкуссия (Треки B 3, C 1, D 1) - James Gadson — ударные (Треки A 5, B 2 & 3) - Robin Gibb — вокал (Треки A 1 к 4, C 3 & 4) - Barry Gibb — вокал, гитара (Треки A 1 к 4, C 3 & 4) - Maurice Gibb — вокал, Бас (Треки A 1 к 4, C 3 & 4) | - Ralph Grierson — клавиши (Трек C 1) - Mitch Holder — гитара (Трек B 3) - Alan Kendall — гитара (Треки A 1 к 4, C 3 & 4) - Abraham LaBoriel — бас (Трек B 3) - Joe Lala — перкуссия (Трек C 4) - Stephen Stills — гитара - Freddie Perren — синтезатор, клавишные, перкуссия (Трек A 5) - Emil Richards — перкуссия (Трек C 1, D 1) - Jerome Richardson — труба (Трек D 1) - Ли Райтнаур — гитара (Треки B 3, C 1, D 1) - David Shire — adaptation (Треки C 1) - Mark Stevens — ударные (Трек D 1) - Blue Weaver — клавиши (Треки A 1 к 4, C 3 & 4) - Bob Zimmitti — перкуссия (Треки A 5, B 2, D 1) - Bill Oakes — компиляция (свод), album supervision |

## Чарты
| Чарт (1978)                  | Высшая Позиция |
| ---------------------------- | -------------- |
| U.S. Billboard Pop Albums    | 1              |
| U.S. Billboard R&B Albums    | 1              |
| UK albums chart              | 1              |
| Australian Kent Music Report | 1              |

| Год  | Сингл                                         | Чарт               | Позиция |
| ---- | --------------------------------------------- | ------------------ | ------- |
| 1977 | «How Deep Is Your Love»                       | Adult Contemporary | 1       |
| 1977 | «How Deep Is Your Love»                       | Pop Singles        | 1       |
| 1978 | «Night Fever»                                 | R&B Singles        | 8       |
| 1978 | «Night Fever»                                 | Pop Singles        | 1       |
| 1978 | «If I Can’t Have You»                         | Pop Singles        | 1       |
| 1978 | «Stayin' Alive/Night Fever/More Than A Woman» | Club Play Singles  | 3       |
| 1978 | «Stayin' Alive»                               | Pop Singles        | 1       |
| 1978 | «Stayin' Alive»                               | R&B Singles        | 4       |
| 1978 | «Boogie Shoes»                                | Pop Singles        | 35      |